# Sangue Mineiro
Sangue Mineiro é um filme brasileiro da era muda, dirigido por Humberto Mauro, de 1929. Com a direção de fotografia feita por Edgar Hauschildt (Edgar Brasil).

## Enredo[2]
Depois que perdeu seu pai, a jovem Carmem vivia sob a proteção de seu tutor, o capitalista Juliano Sampaio. Ambos viviam felizes no solar da província. Juliano tinha uma filha, Neuza, que estudava num colégio da capital. Numa noite de São João, Carmem, apaixonada por Roberto, amigo da família, vê seu amado dispensar os mesmos afagos que lhe dava à Neuza.
Em pânico e desesperada, Carmem corre pelos campos, com a única vontade de se matar. Dois primos amigos, Cristóvão e Max, salvam-na de se afogar e Carmem fica sob os cuidados de Tia Marta, na fazenda do Acaba-Mundo. Integrada àquela boa gente, Carmem desperta a paixão e a discórdia entre os primos, guardando diferentes sentimentos em relação a cada um deles.
Com a preocupação de Sampaio, Neuza acaba descobrindo o motivo da fuga de Carmem. Roberto e o velho Franco põe-se à sua procura. Finalmente encontrada, Carmem prefere permanecer em Acaba-Mundo, onde acredita estar sua felicidade, apesar das insistências e súplicas de Roberto e Neuza. Sem resistir aos impulsos do coração, Carmem casa-se com Cristóvão e partem para o Rio. Max conforma-se com seu destino. 

## Elenco[4]
| Elenco Original | Elenco Original      |
| Ator            | Papel                |
| --------------- | -------------------- |
| Cármen Santos   | Carmem               |
| Maury Bueno     | Cristóvão            |
| Nita Ney        | Neusa                |
| Augusta Leal    | Tia Marta            |
| Luís Soroa      | Roberto              |
| Pedro Fantol    | Juliano Sampaio      |
| Ely Sone        | Tufy                 |
| Rosendo Franco  | Franco               |
| Humberto Mauro  | Empregado da Fazenda |
| Adhemar Gonzaga | Pai de Juliano       |